# Połohy-Nyz
Połohy-Nyz (ukr. Пологи-Низ) – wieś na Ukrainie, w obwodzie połtawskim, w rejonie połtawskim. W 2001 liczyła 299 mieszkańców, wśród których 280 jako ojczysty język wskazało ukraiński, 9 rosyjski, 9 mołdawski, a 1 inny.